# Avion Express

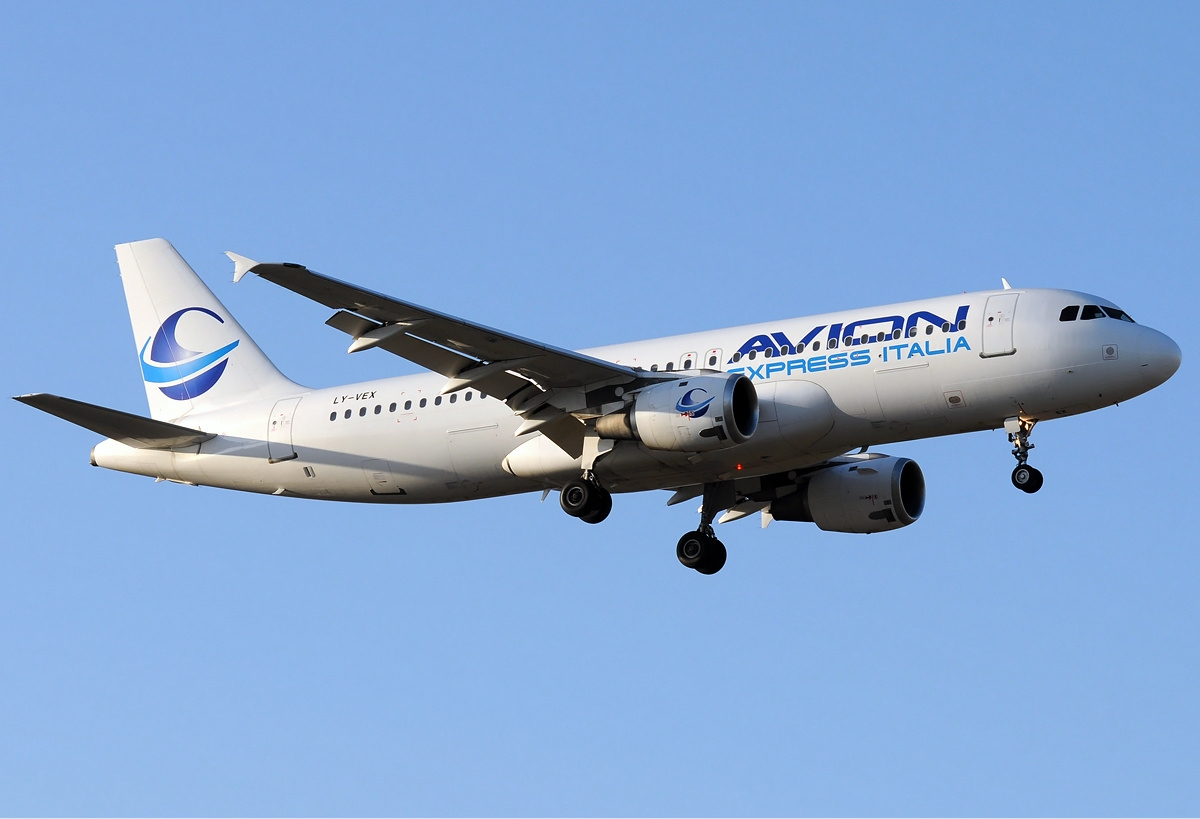
Airbus A320

Avion Express is een Litouwse ACMI maatschappij, gevestigd op Luchthaven Vilnius.

## Geschiedenis
De maatschappij werd in 2005 opgericht onder de naam Nordic Solutions Air Services. Sinds 2008 draagt ze haar huidige naam.

## Activiteiten
De maatschappij heeft geen eigen lijnvluchten maar biedt haar toestellen aan voor het vervoer van vracht en passagiers via wet lease of dry lease. Avion Express is gespecialiseerd in het zogenaamde ACMI (Aircraft, Crew, Maintenance en Insurance)-concept, waarin het niet alleen zorgt voor een toestel maar ook het personeel, onderhoud en verzekering.

## Vloot
De luchtvloot van Avion Express bestond in maart 2025 uit:
- 52 Airbus A320's
- 3 Airbus A321's